# Lower Hutt
Lower Hutt (en maori: Awakairangi) és una ciutat neozelandesa situada a la regió de Wellington de l'illa del Nord.

## Localització
Situada a les ribes del riu Hutt al nord-oest de Wellington, inclou altres localitats de la costa de Wellington. Aquesta localitat ha patit fortes inundacions.

## Clima
| Paràmetres climàtics mitjans de Lower Hutt | Paràmetres climàtics mitjans de Lower Hutt | Paràmetres climàtics mitjans de Lower Hutt | Paràmetres climàtics mitjans de Lower Hutt | Paràmetres climàtics mitjans de Lower Hutt | Paràmetres climàtics mitjans de Lower Hutt | Paràmetres climàtics mitjans de Lower Hutt | Paràmetres climàtics mitjans de Lower Hutt | Paràmetres climàtics mitjans de Lower Hutt | Paràmetres climàtics mitjans de Lower Hutt | Paràmetres climàtics mitjans de Lower Hutt | Paràmetres climàtics mitjans de Lower Hutt | Paràmetres climàtics mitjans de Lower Hutt | Paràmetres climàtics mitjans de Lower Hutt |
| Mes                                        | Gen.                                       | Feb.                                       | Mar.                                       | Abr.                                       | Mai.                                       | Jun.                                       | Jul.                                       | Ago.                                       | Set.                                       | Oct.                                       | Nov.                                       | Des.                                       | Anual                                      |
| ------------------------------------------ | ------------------------------------------ | ------------------------------------------ | ------------------------------------------ | ------------------------------------------ | ------------------------------------------ | ------------------------------------------ | ------------------------------------------ | ------------------------------------------ | ------------------------------------------ | ------------------------------------------ | ------------------------------------------ | ------------------------------------------ | ------------------------------------------ |
| Temperatura màxima registrada °C (°F)      | 28,8 (83,8)                                | 30,9 (87,6)                                | 28,6 (83,5)                                | 26,5 (79,7)                                | 23,0 (73,4)                                | 19,6 (67,3)                                | 18,2 (64,8)                                | 20,1 (68,2)                                | 24,3 (75,7)                                | 23,6 (74,5)                                | 27,5 (81,5)                                | 29,6 (85,3)                                | 30,9 (87,6)                                |
| Temperatura mínima registrada °C (°F)      | 5,2 (41,4)                                 | 5,0 (41)                                   | 4,6 (40,3)                                 | 2,5 (36,5)                                 | 0 (32)                                     | −1,9 (28,6)                                | −3,3 (26,1)                                | −1,1 (30)                                  | −2,2 (28)                                  | 0,8 (33,4)                                 | 2,1 (35,8)                                 | 5,0 (41)                                   | −3,3 (26,1)                                |
| Temperatura diària màxima °C (°F)          | 22,5 (72,5)                                | 22,6 (72,7)                                | 20,9 (69,6)                                | 18,4 (65,1)                                | 15,9 (60,6)                                | 13,4 (56,1)                                | 12,8 (55)                                  | 13,8 (56,8)                                | 15,7 (60,3)                                | 16,9 (62,4)                                | 18,7 (65,7)                                | 20,7 (69,3)                                | 17,7 (63,9)                                |
| Temperatura diària mínima °C (°F)          | 14,0 (57,2)                                | 14,0 (57,2)                                | 12,2 (54)                                  | 9,8 (49,6)                                 | 8,3 (46,9)                                 | 6,3 (43,3)                                 | 5,2 (41,4)                                 | 6,0 (42,8)                                 | 7,6 (45,7)                                 | 9,1 (48,4)                                 | 10,4 (50,7)                                | 12,8 (55)                                  | 9,6 (49,3)                                 |
| Precipitació total mm (polzades)           | 84 (3,3)                                   | 81 (3,2)                                   | 87 (3,4)                                   | 88 (3,5)                                   | 117 (4,6)                                  | 154 (6,1)                                  | 144 (5,7)                                  | 136 (5,4)                                  | 109 (4,3)                                  | 145 (5,7)                                  | 99 (3,9)                                   | 94 (3,7)                                   | 1.338 (52,7)                               |
| Font: Paradise.net                         |                                            |                                            |                                            |                                            |                                            |                                            |                                            |                                            |                                            |                                            |                                            |                                            |                                            |

## Política
Nacionalment en la Cambra de Representants de Nova Zelanda, Lower Hutt es troba majoritàriament a la circumscripció electoral general de Hutt South —amb petites porcions a Rimutaka i Ōhariu— i a la circumscripció electoral maori d'Ikaroa-Rāwhiti —amb una porció a Te Tai Tonga.
Hutt South es considera una circumscripció d'esquerra i que sovint vota pel Partit Laborista. Des de les eleccions de 1996 ha guanyat sempre el Partit Laborista, i mai ha guanyat el Partit Nacional; des de les eleccions de 1996 ha guanyat sempre Trevor Mallard. En les eleccions de 2011 Mallard guanyà amb el 49,38% del vot de la circumscripció. En segon lloc quedà Paul Quinn del Partit Nacional amb el 34,33% del vot.
Ikaroa-Rāwhiti es considera una circumscripció electoral de centreesquerra. Des de les eleccions de 1999, primeres eleccions en què existí la circumscripció, ha guanyat sempre el Partit Laborista. Des de l'elecció parcial d'Ikaroa-Rāwhiti de 2013 la circumscripció és representada per Meka Whaitiri. Whaitiri guanyà aquesta elecció amb el 41,52% del vot; en segon lloc quedà Te Hāmua Nikora del Partit Mana amb el 24,78% del vot.
Rimutaka es considera també una circumscripció d'esquerra i que sovint vota pel Partit Laborista. Des de les eleccions de 1996 ha guanyat sempre el Partit Laborista, i mai cap altre partit; des de les eleccions de 2008 ha guanyat Chris Hipkins. En les eleccions de 2011 Hipkins guanyà amb el 51,58% del vot de la circumscripció. En segon lloc quedà Jonathan Feltcher del partit Nacional amb el 41,71% del vot.
Ōhariu, en canvi, es considera una circumscripció de dreta i que sovint vota per l'Unit Futur. Des de les eleccions de 2008 ha guanyat sempre l'Unit Futur, i mai cap altre partit; des de les eleccions de 2008 ha guanyat Peter Dunne. Entre el 1978 i el 1981 guanyà Hugh Templeton del Partit Nacional; entre el 1984 i el 1990 guanyà Peter Dunne quan aquest polític formava part del Partit Laborista. En les eleccions de 2011 Dunne guanyà amb el 38,58% del vot de la circumscripció. En segon lloc quedà Charles Chauvel del Partit Laborista.
Te Tai Tonga, en canvi, és una circumscripció més d'esquerra i varia entre candidats del Partit Laborista i el Partit Maori. Actualment aquesta circumscripció és representada per Rino Tirikatene del Partit Laborista. En les eleccions de 2011 sortí victoriós amb el 40,62% del vot, quedà prop del 31,79% que rebé el candidat Rahui Katene del Partit Maori.

## Ciutats agermanades
Lower Hutt està agermanada amb les següents ciutats:
- Laredo (Estats Units)
- Minoh (Japó)
- Taizhou (Xina)
- Tempe (Estats Units)
- Xi'an (Xina)